# Accademia di Lione
L'Accademia delle scienze di Lione (in francese  Académie des sciences, belles-lettres et arts de Lyon) venne creata all'inizio del Settecento, con il nome di Académie des sciences et belles-lettres, grazie alla volontà di sette lionesi coordinati da Claude Brossette, avvocato, amministratore dell'Hôtel-Dieu (l'ospedale maggiore) e assessore comunale della città.

## Storia
Nel 1713, altri lionesi, coordinati da Jean-Pierre Christin, crearono un'altra accademia che, dopo diversi cambiamenti, prese il nome di Société royale des beaux-arts.
La prima delle due venne ospitata dal 1715 nel palazzo arcivescovile di François-Paul de Villeroi (palazzo Saint-Jean); la seconda ebbe sede nell'edificio del "Concert".
Nel 1758, per volere reale, le due accademie vennero unite in una sola e venne stabilito il nome con il quale oggi l'Accademia è conosciuta. Dopo l'unificazione la sede venne stabilita nel palazzo comunale.
L'Accademia, come tutte le altre società di eruditi, venne sciolta nel 1793, a causa della Rivoluzione francese.
Venne rifondata nel 1800 ad opera del prefetto Verninac de Saint-Maur, con il nome di "Ateneo", per poi riacquisire il suo nome originario nel 1802.
In seguito al riconoscimento della sua pubblica utilità, venne stabilita la sede in alcuni locali del palazzo Saint-Pierre, che divennero luogo di convegno e ne ospitarono la biblioteca.
Nel 1975 l'Accademia venne nuovamente trasferita nel palazzo Saint-Jean, dove ha sede tuttora.

## Attività
L'attività dell'Accademia spazia in molti campi: archeologia, arti, storia dell'arte, storia generale, storia locale, scienze, letteratura.
Essa pubblica annualmente le Mémoires de l'Académie des sciences, belles-lettres et arts de Lyon e tutta una serie di pubblicazioni tematiche.

## Ubicazione
L'Accademia ha sede in avenue Adolphe Max, 4 a Lione nel palazzo Saint-Jean.